# Schneeforschung

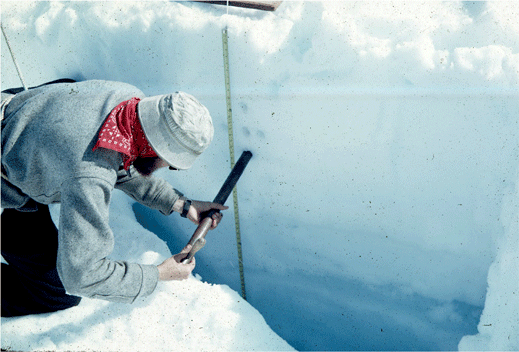
Querschnitt der Oberfläche eines Gletschers, der den Verlauf von losem Schnee hin zu dichterem Eis zeigt.

Die Nivologie (von lateinisch nix ‚Schnee‘, Genitiv: nivis), Schneekunde oder Schneeforschung ist eine Teildisziplin der Glaziologie und befasst sich mit der Entstehung von Schnee und Eis, deren Verteilung und den Prozessen, die die Veränderung von Schneedecken beeinflussen. Wissenschaftler verbessern die Vorhersage von Schneestürmen, untersuchen die Beschaffenheit fallenden und liegenden Schnees sowie die Auswirkungen des Schneefalls auf das Klima, die Gletscher und die Wasserversorgung weltweit. Untersuchungen umfassen die physikalischen Eigenschaften des sich verändernden Materials, Masse und Volumen der Schneedecken an Ort und Stelle und die Gesamteigenschaften von Regionen mit Schneedecken. Dabei setzen sie sowohl physikalische Messverfahren vor Ort als auch Fernerkundungsverfahren und Simulationen ein, um das Verständnis für schneebezogene Prozesse in großen Gebieten zu entwickeln.

## Geschichte

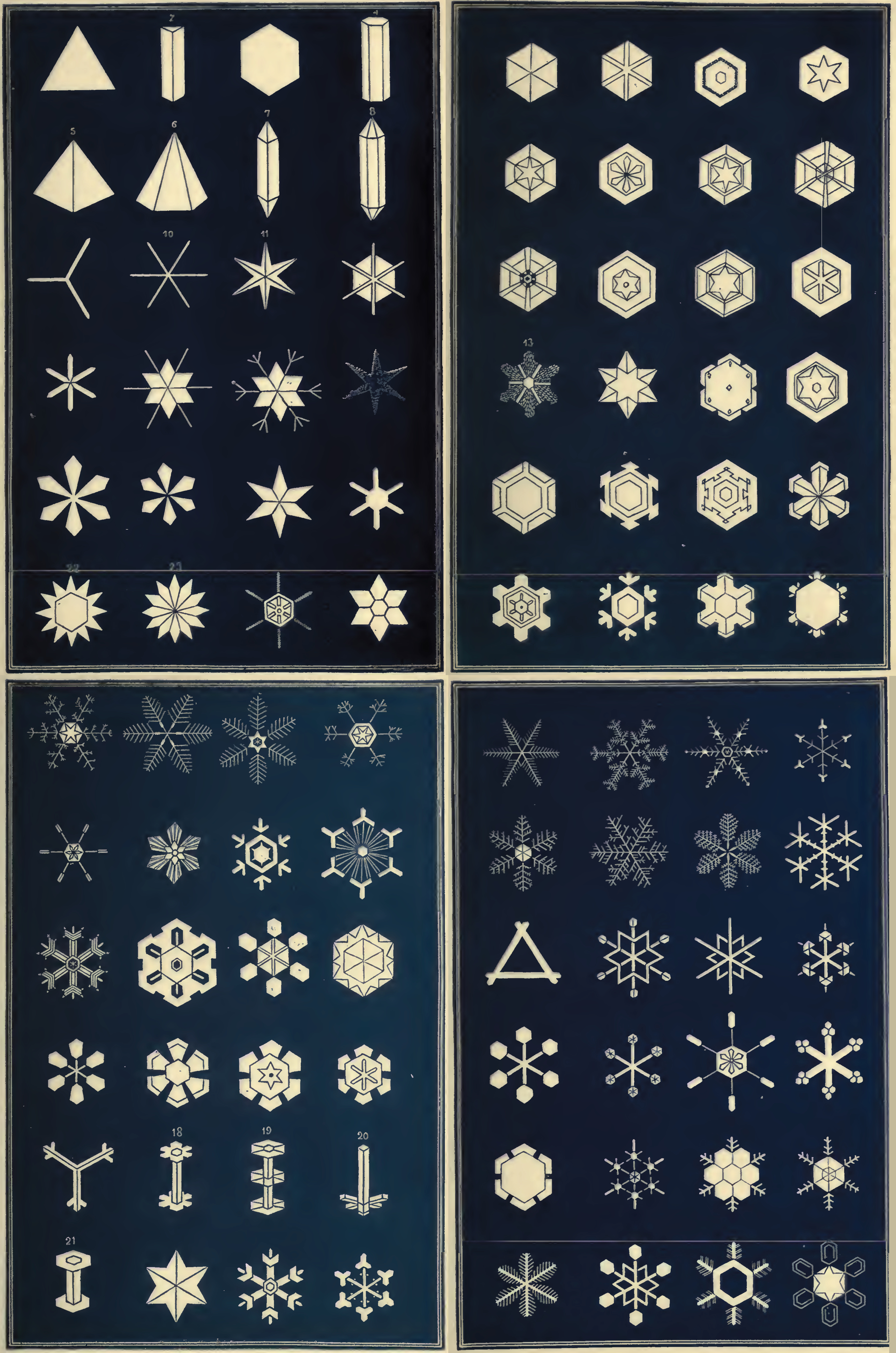
Eine frühe Klassifizierung von Schneeflocken durch Israel Perkins Warren.

Schnee wurde in China bereits 135 v. Chr. in Han Yings Buch Disconnection beschrieben, in dem die fünfeckige Symmetrie der Blumen der sechseckigen Symmetrie des Schnees gegenübergestellt wird. Albertus Magnus lieferte 1250 die wohl früheste detaillierte europäische Beschreibung des Schnees. Johannes Kepler versuchte in seinem Buch Strena seu De Nive Sexangula (1611) zu erklären, warum Schneekristalle sechseckig sind. Im Jahr 1675 katalogisierte der deutsche Arzt Friederich Martens 24 Arten von Schneekristallen. Im Jahr 1865 veröffentlichte Frances E. Chickering das Buch Cloud Crystals - a Snow-Flake Album. 1894 fotografierte A. A. Sigson Schneeflocken unter dem Mikroskop und ging damit Wilson Bentleys Fotoserie von einzelnen Schneeflocken in der Monthly Weather Review voraus.
Ukichiro Nakaya begann 1932 mit einer umfassenden Studie über Schneeflocken. Von 1936 bis 1949 schuf Nakaya die ersten künstlichen Schneekristalle und zeichnete die Beziehung zwischen Temperatur und Wasserdampfsättigung auf, die später als Nakaya-Diagramm bezeichnet wurde, sowie weitere Forschungsarbeiten über Schnee, die 1954 von der Harvard University Press unter dem Titel Snow Crystals: Natural and Artificial veröffentlicht wurden. Teisaku Kobayashi überprüfte und verbesserte das Nakaya-Diagramm mit dem Kobayashi-Diagramm von 1960, das später im Jahr 1962 verfeinert wurde.
Das Interesse an der Entstehung künstlicher Schneeflocken setzte sich 1982 fort, als Toshio Kuroda und Rolf Lacmann von der Technischen Universität Braunschweig „Growth Kinetics of Ice from the Vapour Phase and its Growth Forms“ veröffentlichten. Im August 1983 synthetisierten Astronauten während der Mission STS-8 mit dem Space Shuttle Challenger Schneekristalle in der Umlaufbahn. 1988 bestätigten Norihiko Fukuta et al. das Nakaya-Diagramm mit künstlichen Schneekristallen, die in einem Aufwind erzeugt wurden und Yoshinori Furukawa zeigten das Wachstum von Schneekristallen im Weltraum.

## Messung
Schneeforscher heben in der Regel eine Schneegrube aus, in der sie grundlegende Messungen und Beobachtungen durchführen. Die Beobachtungen können Merkmale beschreiben, die durch Wind, Versickern von Wasser oder Abladen von Schnee von Bäumen verursacht werden. Das Versickern von Wasser in einer Schneedecke kann zu Fließfingern und Pfützenbildung führen oder entlang von Kapillarbarrieren fließen, die zu horizontalen und vertikalen festen Eisformationen innerhalb der Schneedecke gefrieren können. Zu den Messungen der Eigenschaften von Schneedecken (zusammen mit ihren Codes), die in der Internationalen Klassifikation des saisonalen Schnees am Boden aufgeführt sind, gehören:
- Die Höhe (H) wird senkrecht von der Bodenoberfläche aus gemessen, normalerweise in Zentimetern [cm].
- Die Dicke (D) [cm] ist die Schneehöhe, die rechtwinklig zum Hang auf geneigten Schneedecken gemessen wird.
- Schneedeckenhöhe (HS) [cm] ist die Gesamttiefe der Schneedecke, gemessen vertikal in Zentimetern von der Basis bis zur Schneeoberfläche.
- Die Neuschneehöhe (HN) [cm] ist die Höhe des frisch gefallenen Schnees, der sich in einem Zeitraum von 24 Stunden oder einem anderen festgelegten Zeitraum auf einem Schneebrett[12] angesammelt hat.
- Das Wasseräquivalent des Schnees (SWE) ist die Wassertiefe, die sich ergeben würde, wenn die Schneemasse vollständig schmelzen würde, unabhängig davon, ob es sich um ein bestimmtes Gebiet oder eine begrenzte Schneeparzelle handelt; es wird berechnet als das Produkt aus der Schneehöhe in Metern mal der vertikal integrierten Dichte in Kilogramm pro Kubikmeter.
- Wasseräquivalent des Schneefalls (HNW) ist das Wasseräquivalent des Schneefalls, gemessen für eine Standardbeobachtungszeit von 24 Stunden oder einen anderen Zeitraum.
- Schneestärke (Σ) [{\textstyle {\frac {Pa}{s^{2}}}}], ob Druck-, Zug- oder Scherfestigkeit, die Schneestärke kann als die maximale Belastung angesehen werden, der Schnee standhalten kann, ohne zu versagen oder zu brechen.
- Die Eindringtiefe der Schneeoberfläche (P) [cm] ist die Tiefe, die ein Objekt von der Oberfläche in den Schnee eindringt. Sie wird in der Regel mit einer Schweizer Rammsonde oder, noch grober, von einer stehenden oder auf Skiern stehenden Person gemessen.
- Die Oberflächenbeschaffenheit (SF) beschreibt das allgemeine Aussehen der Schneeoberfläche aufgrund von Ablagerung, Umverteilung und Erosion durch Wind, Schmelzen und Wiedergefrieren, Sublimation und Verdunstung sowie Regen. Die folgenden Prozesse führen zu den entsprechenden Ergebnissen: glatte Ablagerung ohne Wind; wellig - durch Wind abgelagerter Schnee; konkave Furchen - Schmelze und Sublimation; konvexe Furchen - Regen oder Schmelze; zufällige Furchen - Erosion.
- Die schneebedeckte Fläche (SCA) beschreibt das Ausmaß des schneebedeckten Bodens und wird in der Regel als Bruchteil (%) der Gesamtfläche angegeben.
- Hangneigung (Φ) ist der mit einem Neigungsmesser gemessene Winkel zwischen der Horizontalen und der Ebene eines Hangs.
- Die Hangneigung (AS) ist die Himmelsrichtung, in die ein Hang senkrecht zu den Höhenlinien ausgerichtet ist; sie wird entweder in Grad vom wahren Norden N = 0° = 360° oder als N, NE, E, SE, S, SW, W, NW angegeben.
- Die Zeit (t) wird in der Regel in Sekunden für eine Messdauer oder in längeren Einheiten angegeben, um das Alter von Schneeablagerungen und -schichten zu beschreiben.

### Messinstrumente

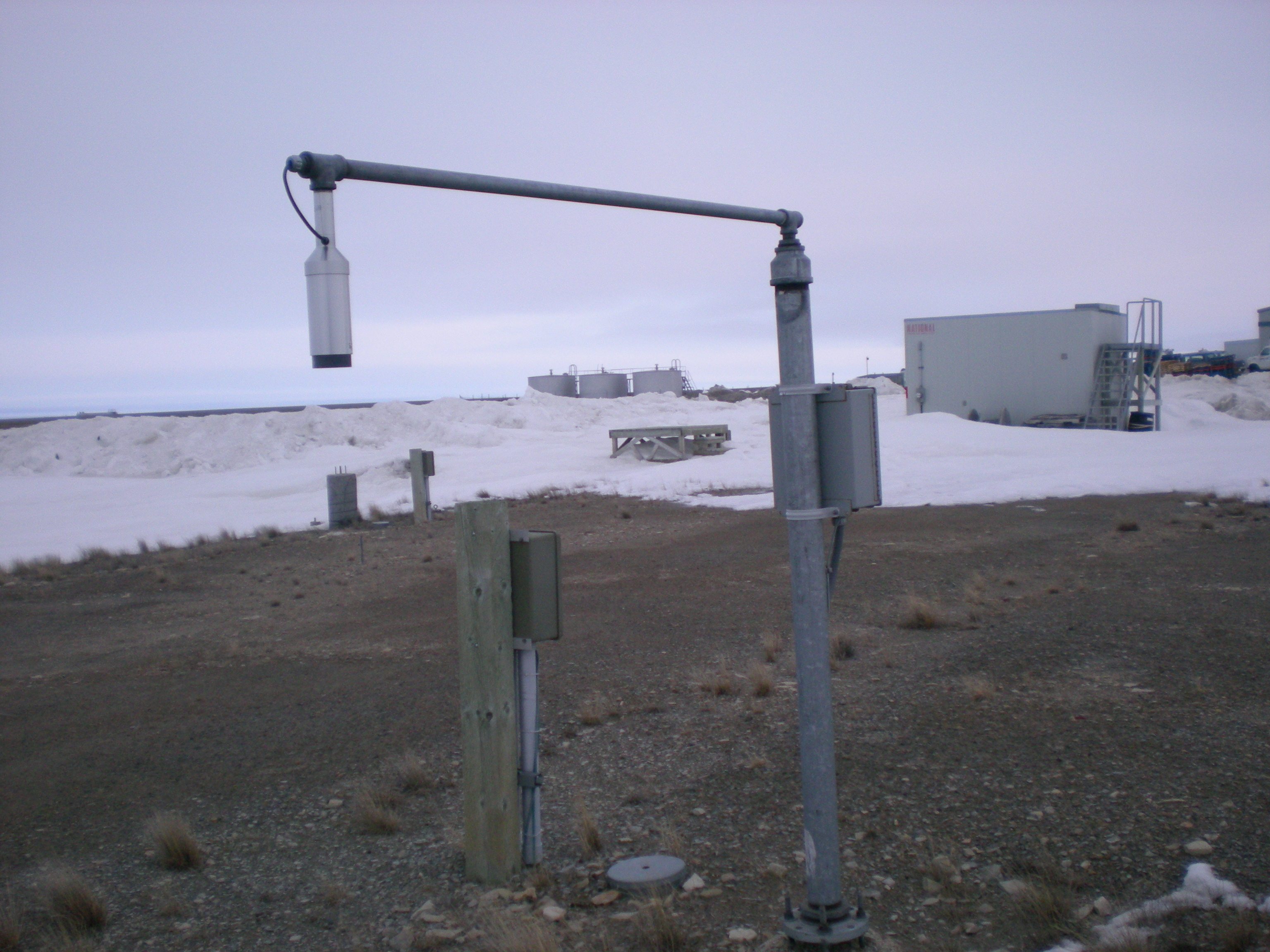
Ein Ultraschallsensor zum Messen der Schneedeckenhöhe

Höhe - Die Schneedeckenhöhe wird mit einem Weberbrett (in der Regel ein weiß gestrichenes Stück Sperrholz) gemessen, das während eines Zeitraums von sechs Stunden beobachtet wird. Am Ende des Sechs-Stunden-Zeitraums wird der gesamte Schnee von der Messfläche geräumt. Zur Ermittlung des täglichen Gesamtschneefalls werden vier sechsstündige Schneemessungen addiert. Schneefall kann aufgrund von Schmelzen, Verdichtung, Verwehungen und Verwehungen sehr schwierig zu messen sein.
Flüssigkeitsäquivalent durch Schneemesser - Das Flüssigkeitsäquivalent von Schneefall kann mit einem Schneemesser ermittelt werden oder mit einem Standard-Regenmesser mit einem Durchmesser von 100 mm oder 200 mm. Regenmesser werden auf den Winter eingestellt, indem der Trichter und der innere Zylinder entfernt werden und sich der Schnee bzw. der gefrierende Regen im äußeren Zylinder sammeln kann. Frostschutzmittel kann hinzugefügt werden, um den Schnee oder das Eis zu schmelzen, das in den Regenmesser fällt. Bei beiden Messgeräten wird der Schnee geschmolzen und die Wassermenge aufgezeichnet, sobald sich der Schneefall/Eis angesammelt hat oder wenn die Höhe im Messgerät 300 mm erreicht.

## Klassifizierung
Die Internationale Klassifikation des saisonalen Schnees am Boden enthält eine umfassendere Klassifikation des abgelagerten Schnees als die des Schnees aus der Luft. Eine Liste der wichtigsten Kategorien (zusammen mit ihren Codes) umfasst:
- Niederschlagspartikel (PP) (siehe unten)
- Maschinell hergestellter Schnee (MM) - Kann aus runden polykristallinen Partikeln bestehen, die durch das Gefrieren sehr kleiner Wassertröpfchen von der Oberfläche nach innen entstehen, oder aus zerkleinerten Eispartikeln, die durch Zerkleinerung und erzwungene Verteilung entstehen.
- Zersetzende und zersplitterte Niederschlagspartikel (DF) - Die Zersetzung wird durch eine Verringerung der Oberfläche verursacht, um die freie Oberflächenenergie zu reduzieren, die durch leichte Winde verursacht wird. Wind verursacht Fragmentierung, Packung und Abrundung der Partikel.
- Abgerundete Körner (RG) - Es handelt sich um abgerundete, meist längliche Partikel mit einer Größe von etwa 0,25 mm, die stark gesintert sind. Sie können auch windgepackt oder facettiert gerundet sein.
- Facettierte Kristalle (FC) - Wachsen mit einer Dampfdiffusion von Korn zu Korn, die durch einen großen Temperaturgradienten angetrieben wird und die Hauptursache für facettierte Kristalle in der trockenen Schneedecke ist.
- Tiefenreif (DH) - Dampfdiffusion von Korn zu Korn, angetrieben durch einen großen Temperaturgradienten, ist die Hauptursache für Tiefenreif in der trockenen Schneedecke.
- Surface Hoar (SH) - Schnelles Wachstum von Kristallen an der Schneeoberfläche durch Übertragung von Wasserdampf aus der Atmosphäre auf die Schneeoberfläche, die durch Strahlungswärmeverlust unter die Umgebungstemperatur abgekühlt wird.
- Schmelzformen (MF) - Die Bandbreite reicht von zusammengeballten, runden Körnern aus Nassschnee über schmelzgefrorene, abgerundete Polykristalle, wenn Wasser in Adern gefriert, bis hin zu locker gebundenen, vollständig abgerundeten Einkristallen und Polykristallen.bis hin zu Polykristallen aus einer Oberflächenschicht aus Nassschnee, die wieder gefroren ist, nachdem sie durch Schmelze oder Niederschlag benetzt wurde.
- Eisformationen (IF) - Umfassen die folgenden Merkmale: Horizontale Schichten, die durch Regen oder Schmelzwasser von der Oberfläche entstehen, das in den kalten Schnee einsickert und entlang von Schichtbarrieren wieder gefriert. Vertikale Finger aus gefrorenem Drainagewasser. Eine Basalkruste, die durch Schmelzwasser entsteht, das sich über einem Substrat sammelt und gefriert. Eine Eisschicht auf der Schneeoberfläche, die durch gefrierenden Regen auf Schnee entsteht. Eine Sonnenkruste aus Schmelzwasser an der Schneeoberfläche, die aufgrund von Strahlungswärmeverlust an der Oberfläche wieder gefriert.

### Niederschlagspartikel
Die Klassifizierung von gefrorenen Partikeln erweitert die früheren Klassifizierungen von Nakaya und seinen Nachfolgern und ist in der folgenden Tabelle aufgeführt:
| Unterklasse          | Form                                                                                    | Physikalischer Prozess |
| -------------------- | --------------------------------------------------------------------------------------- | --- |
| Säulen               | Prismatischer Kristall, fest und hohl                                                   | Wachstum aus Wasserdampf bei −8 °C und unter −30 °C |
| Nadeln               | Nadeln, zylindrisch                                                                     | Wachstum aus Wasserdampf bei Übersättigung bei −3 bis −5 °C unter −60 °C |
| Platten              | Meist hexagonal                                                                         | Wachstum aus Wasserdampf bei 0 bis −3 °C und −8 bis −70 °C |
| Stellare, Dendriten  | Sechsfach sternförmig, flächig oder räumlich                                            | Wachstum aus Wasserdampf bei Übersättigung bei 0 bis −3 °C und bei −12 bis −16 °C |
| Irregulare Kristalle | Cluster aus sehr kleinen Kristallen                                                     | Wachstum von Polykristallen bei unterschiedlichen Umgebungsbedingungen |
| Graupel              | Stark gerandete Teilchen, kugelförmig, kegelförmig, hexagonal oder unregelmäßig geformt | Starke Randbildung der Partikel durch gefrieren von Regentropfen oder Wiederauffrieren von weitgehend geschmolzenen Schneekristallen oder Schneeflocken.                                          |
| Hagel                | Laminare innere Struktur, durchscheinende oder milchig glasierte Oberfläche             | Anlagerung von unterkühlten Wassertröpfchen Wachstum durch Akkretion von unterkühltem Wasser, Größe: >5 mm                                                                                        |
| Eis-Pellets          | Durchsichtig, meist kleine Sphäroide                                                    | Anhäufung von kleinen, unterkühlten Nebeltröpfchen, die an Ort und Stelle gefrieren. Graupel oder Schneekugeln, die von einer dünnen Eisschicht umgeben sind (kleiner Hagel). Größe: jeweils 5 mm |
| Reif                 | Unregelmäßige Ablagerungen oder längere Kegel und Nadeln, die in den Wind zeigen        | Anhäufung von kleinen, unterkühlten Nebeltröpfchen, die an Ort und Stelle gefrieren. Wenn der Prozess lange genug anhält, bildet sich eine dünne, zerbrechliche Kruste auf der Schneeoberfläche.  |

Alle bilden sich in Wolken, mit Ausnahme von Reif, der sich auf Objekten bildet, die unterkühlter Feuchtigkeit ausgesetzt sind, und einigen Platten, Dendriten und Sternchen, die sich bei einer Temperaturinversion unter klarem Himmel bilden können.

## Physikalische Eigenschaften
Jede dieser Schichten einer Schneedecke unterscheidet sich von den angrenzenden Schichten durch ein oder mehrere Merkmale, die ihre Mikrostruktur oder Dichte beschreiben und die zusammen die Schneeart und andere physikalische Eigenschaften definieren. Daher müssen zu jedem Zeitpunkt die Art und der Zustand des Schnees, der eine Schicht bildet, definiert werden, da seine physikalischen und mechanischen Eigenschaften davon abhängen. Die Internationale Klassifikation des saisonalen Schnees am Boden legt die folgenden Messungen der Schneeeigenschaften (zusammen mit ihren Codes) fest:
- Die Mikrostruktur des Schnees ist komplex und schwer zu messen, hat aber einen entscheidenden Einfluss auf die thermischen, mechanischen und elektromagnetischen Eigenschaften des Schnees. Obwohl es mehrere Möglichkeiten zur Charakterisierung der Mikrostruktur gibt, gibt es keine Standardmethode.
- Die Kornform (F ) umfasst sowohl natürliche als auch künstliche Ablagerungen, die sich zersetzt haben oder neu gebildete Kristalle aus Gefrier- oder Raureif enthalten können.
- Die Korngröße (E ) gibt die durchschnittliche Größe der Körner an, die jeweils an ihrer größten Ausdehnung gemessen werden, gemessen in Millimetern.
- Die Schneedichte (ρs ) ist die Masse pro Volumeneinheit von Schnee mit bekanntem Volumen, berechnet in kg/m³. Die Klassifizierung reicht von sehr fein (unter 0,2 mm) bis sehr grob (2,0–5,0 mm) und darüber hinaus.
- Die Schneehärte (R ) ist der Widerstand, den ein Gegenstand dem Eindringen in den Schnee entgegensetzt. Bei den meisten Schneeuntersuchungen werden eine Faust oder die Finger für weicheren Schnee (sehr weich bis mittel) und ein Bleistift (hart) oder ein Messer (sehr hart) unterhalb der Härtegrenze von Eis verwendet.
- Der Flüssigwassergehalt (LWC ) (oder Freiwassergehalt) ist die Wassermenge im Schnee in der flüssigen Phase, die entweder aus Schmelze, Regen oder beidem stammt. Die Messungen werden als Volumen- oder Massenanteil in Prozent ausgedrückt. Trockener Schnee hat einen mittleren Volumenanteil von 0 %. Nasser Schnee 5,5 % und durchnässter Schnee mehr als 15 %.
- Die Schneetemperatur (Ts ) wird häufig in verschiedenen Höhen in und über der Schneesäule gemessen: am Boden, an der Oberfläche und in einer angegebenen Höhe über der Oberfläche in °C.
- Bei den Verunreinigungen (J ) handelt es sich in der Regel um Staub, Sand, Ruß, Säuren, organische und lösliche Stoffe, die jeweils vollständig beschrieben und als Massenanteil (%, ppm) angegeben werden sollten.

Frisch gefallene und metamorphe von Schneekristalle
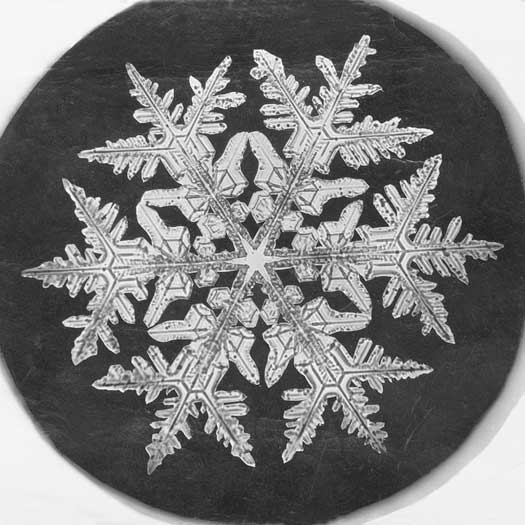
Dendritische Schneeflocken-Mikrografie von Wilson Bentley.
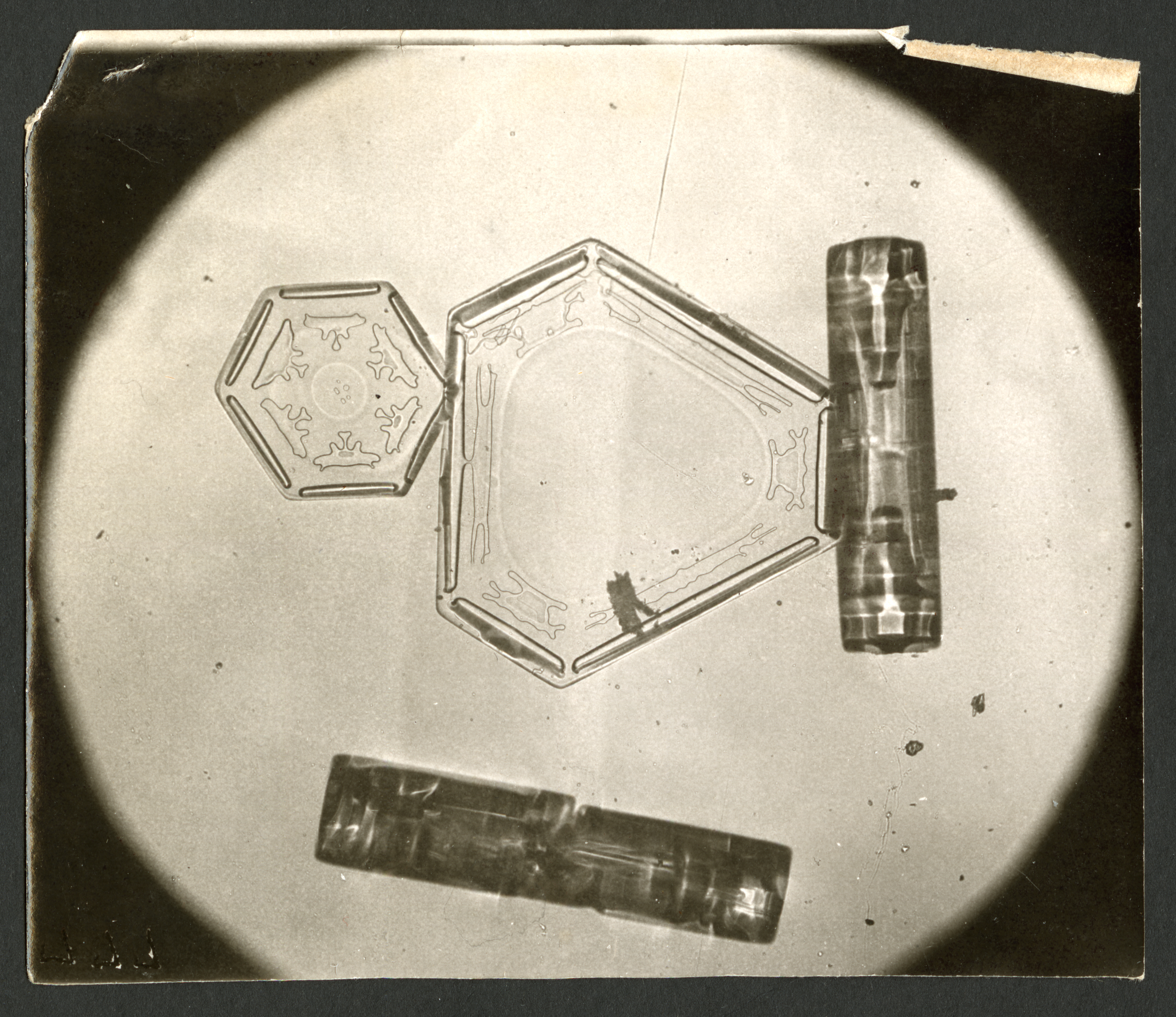
Plättchen und Nadeln, zwei abwechselnde Formen von Schneeflocken.
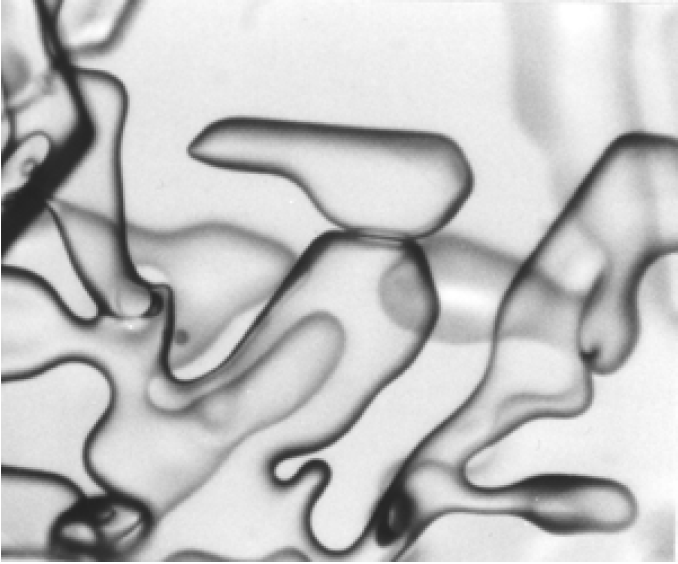
Frischer, trockener Schnee mit neu gebildeten Bindungen, der eine Korngrenze zeigt (oben Mitte).
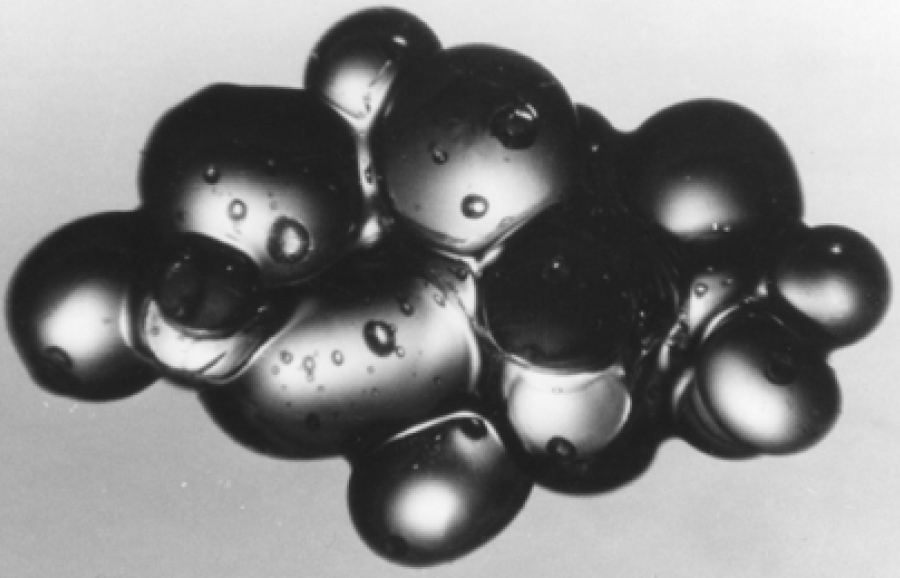
Anhäufung von Eiskörnern in nassem Schnee bei niedrigem Flüssigkeitsgehalt - Kornkristalle zwischen 0,5 und 1,0 mm.

## Satellitendaten und Analysen
Die Fernerkundung von Schneedecken mit Satelliten und anderen Plattformen umfasst in der Regel eine multispektrale Erfassung von Bildern. Eine ausgefeilte Interpretation der gewonnenen Daten ermöglicht Rückschlüsse auf das, was beobachtet wird. Die wissenschaftlichen Erkenntnisse, die diesen Fernbeobachtungen zugrunde liegen, wurden durch Bodenuntersuchungen der tatsächlichen Bedingungen verifiziert.
Satellitenbeobachtungen zeigen einen Rückgang der schneebedeckten Flächen seit den 1960er Jahren, als die Satellitenbeobachtung begann. In einigen Regionen, z. B. in China, wurde ein Trend zur Zunahme der Schneedecke beobachtet (von 1978 bis 2006). Diese Veränderungen werden auf den globalen Klimawandel zurückgeführt, der zu einem früheren Abschmelzen und einer geringeren Schneebedeckung führen kann. In einigen Gebieten kann es jedoch zu einer Zunahme der Schneehöhe aufgrund höherer Temperaturen in Breitengraden nördlich von 40° kommen. Für die nördliche Hemisphäre insgesamt ist die mittlere monatliche Schneedeckenausdehnung um 1,3 % pro Jahrzehnt zurückgegangen.
Die Satellitenbeobachtung von Schnee beruht auf der Nützlichkeit der physikalischen und spektralen Eigenschaften von Schnee für die Analyse von Fernerkundungsdaten. Dietz et al. fassen dies wie folgt zusammen:
- Schnee reflektiert einen großen Teil der einfallenden Strahlung im sichtbaren Wellenbereich.
- Die Erde sendet kontinuierlich Mikrowellenstrahlung von ihrer Oberfläche aus, die vom Weltraum aus mit passiven Mikrowellensensoren gemessen werden kann.
- Die Verwendung aktiver Mikrowellendaten zur Kartierung der Merkmale der Schneedecke wird dadurch eingeschränkt, dass nur nasser Schnee zuverlässig erkannt werden kann.

Die am häufigsten verwendeten Methoden zur Kartierung und Messung der Schneeausdehnung, der Schneehöhe und des Schneewasseräquivalents verwenden mehrere Inputs aus dem sichtbaren Infrarotspektrum, um auf das Vorhandensein und die Eigenschaften von Schnee zu schließen. Das National Snow and Ice Data Center (NSIDC) verwendet die Reflexion sichtbarer und Infrarotstrahlung, um einen normalisierten Differenzschneeindex zu berechnen, der ein Verhältnis von Strahlungsparametern darstellt, mit dem zwischen Wolken und Schnee unterschieden werden kann. Andere Forscher haben Entscheidungsbäume entwickelt, die die verfügbaren Daten nutzen, um genauere Bewertungen vorzunehmen. Eine Herausforderung bei dieser Bewertung besteht darin, dass die Schneedecke lückenhaft ist, z. B. in Zeiten der Akkumulation oder Ablation und auch in bewaldeten Gebieten. Die Wolkendecke behindert die optische Erfassung der Oberflächenreflexion, was zu anderen Methoden zur Abschätzung der Bodenverhältnisse unter den Wolken geführt hat. Für hydrologische Modelle ist es wichtig, kontinuierliche Informationen über die Schneedecke zu erhalten. Anwendbare Techniken beinhalten Interpolation, d. h. die Verwendung des Bekannten, um auf das Unbekannte zu schließen. Passive Mikrowellensensoren sind besonders wertvoll für die zeitliche und räumliche Kontinuität, da sie die Oberfläche unter Wolken und bei Dunkelheit abbilden können. In Kombination mit Reflexionsmessungen erweitert die passive Mikrowellensensorik die möglichen Rückschlüsse auf die Schneedecke erheblich.

## Modelle

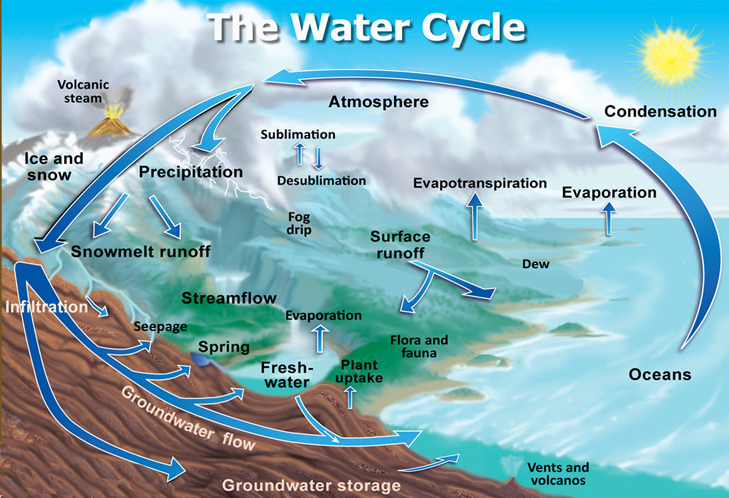
Schneefall und Schneeschmelze sind Teil des Wasserkreislaufs der Erde.

Die Schneeforschung erarbeitet auch Modelle zur Vorhersage von Schneeablagerung und Schneeschmelze. Damit werden hydrologische Aspekte von Schnee im Wasserkreislauf der Erde beschrieben. Deren Einbezug trägt zur Beschreibung des globalen Klimawandels bei.

### Globaler Klimawandel
Modelle für den globalen Klimawandel (GCMs) beziehen Schnee als Faktor in ihre Berechnungen ein. Zu den wichtigen Aspekten der Schneedecke gehören ihre Albedo (Lichtreflexionsvermögen) und ihre isolierenden Eigenschaften, die das saisonale Schmelzen des Meereises verlangsamen. Seit 2011 wird angenommen, dass die Schmelzphase von GCM-Schneemodellen in Regionen mit komplexen Faktoren, die die Schneeschmelze regulieren, wie Vegetationsdecke und Gelände, schlecht funktioniert. Diese Modelle berechnen das Schneewasseräquivalent (SWE) auf eine bestimmte Art und Weise, z. B.:
SWE = [ –ln( 1 –  fc )] / D
mit:
- fc = Anteil der von Schnee bedeckt wird
- D = Verdeckungstiefe der Vegetation (≈ 0,2 m weltweit)

### Schneeschmelze
Angesichts der Bedeutung der Schneeschmelze für die Landwirtschaft befassen sich hydrologische Abflussmodelle, die Schnee in ihre Vorhersagen einbeziehen, mit den Phasen der Akkumulation der Schneedecke, den Schmelzprozessen und der Verteilung des Schmelzwassers durch die Fließgewässernetze und in das Grundwasser. Entscheidend für die Beschreibung der Schmelzprozesse sind der solare Wärmestrom, die Umgebungstemperatur, der Wind und der Niederschlag. Die ersten Schneeschmelzmodelle verwendeten einen Gradtag-Ansatz, bei dem die Temperaturdifferenz zwischen der Luft und der Schneedecke zur Berechnung des Schneewasseräquivalents (SWE) im Vordergrund stand:
SWE = M (Ta – Tm) when Ta ≥ Tm
= 0 when Ta < Tm
mit:
- M = Schmelz Koeffizient
- Ta = Lufttemperatur
- Tm = Schneetemperatur

Neuere Modelle verwenden einen Energiebilanzansatz, bei dem die folgenden Faktoren berücksichtigt werden, um die für die Schmelze verfügbare Energie (Qm) wie folgt zu berechnen:
Qm = Q* +Qh + Qe + Qg + Qr – QΘ
mit:
- Q* = Netto Strahlung
- Qh = konvektive Übertragung von thermischer Energie (früher thermodynamisch nicht korrekt auch „fühlbare Wärme“ genannt) zwischen Schneedecke und Luftmasse
- Qe = Sublimationsenthalpie (früher thermodynamisch nicht korrekt auch „latente Wärme“ genannt), die für die Sublimation von Wassereis (Schnee) aufgewendet wird
- Qg = Wärmeableitung vom Boden in die Schneedecke
- Qr = Advektion von Wärme durch Regen
- QΘ = Änderungsrate der inneren Energie pro Flächeneinheit

Die Berechnung der verschiedenen Wärmestromgrößen (Q ) erfordert die Messung einer viel größeren Anzahl von Schnee- und Umweltfaktoren als nur der Temperaturen.

## Transfer in Technik

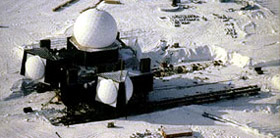
Umzug der Radaranlage DYE 2 auf ein neues Fundament auf der grönländischen Eiskappe.

Die aus der Wissenschaft gewonnenen Erkenntnisse fließen in die Technik ein. Vier Beispiele sind der Bau und die Instandhaltung von Anlagen auf den Polkappen, die Einrichtung von Schneepisten, die Konstruktion von Schneereifen und Skigleitflächen.

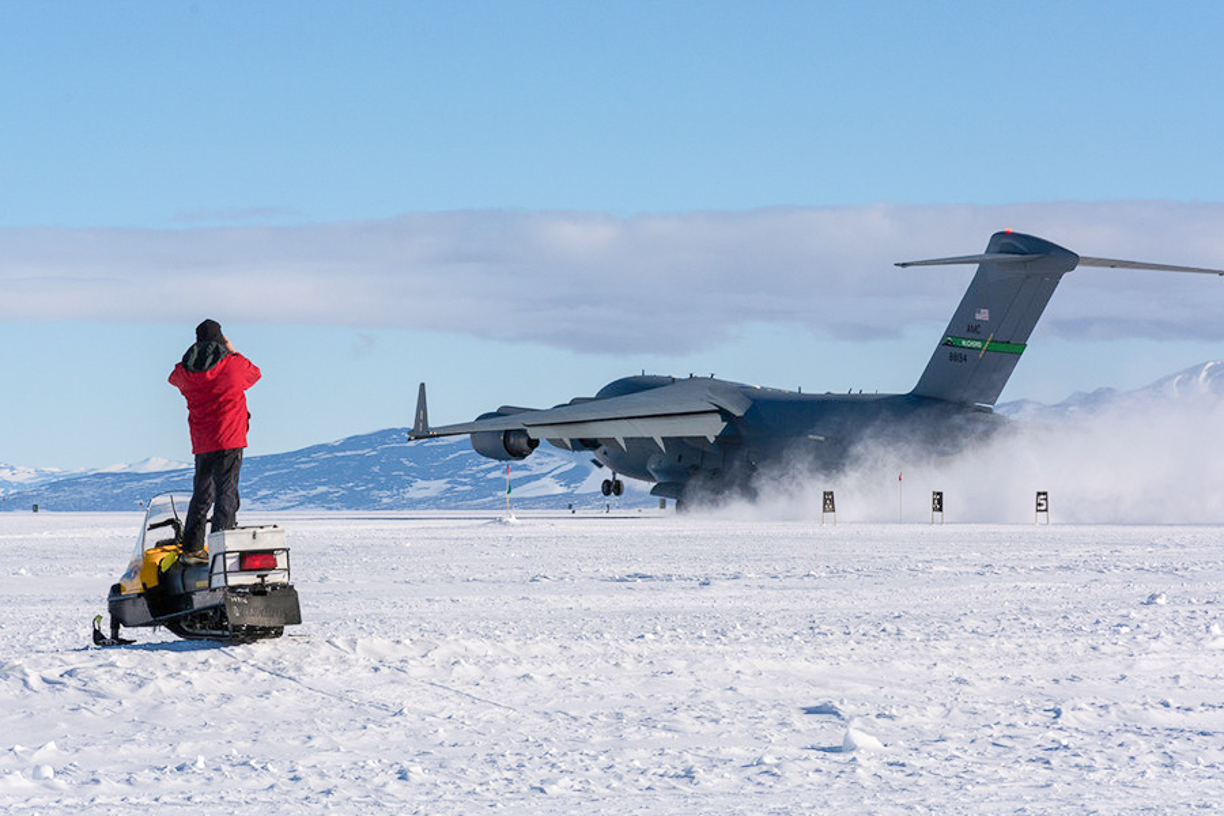
Abnahmetests der Phoenix Runway für Radflugzeuge in der McMurdo Station mit einer Boeing C-17.

- Gebäude auf Schneefundamenten - Das Cold Regions Research and Engineering Laboratory (CRREL) der US-Armee unterstützte die US-Luftwaffe während des Kalten Krieges bei der Errichtung und Instandhaltung eines Systems von DEW-Anlagen (Distant Early Warning). Im Jahr 1976 war ein CRREL-Forscher maßgeblich an der Verlegung einer 10 Stockwerke hohen, 2900 t schweren DEW-Anlage auf der grönländischen Eiskappe von einem Fundament, das durch die Bewegung des Eises, auf dem es errichtet wurde, beeinträchtigt worden war, auf ein neues Fundament beteiligt. Dies erforderte die Messung der Festigkeit des Schnees an Ort und Stelle und deren Verwendung bei der Planung des neuen Fundaments für das Gebäude.
- Schneepisten - 2016 entwarfen, bauten und testeten CRREL-Forschungsbauingenieure eine neue Schneepiste für die McMurdo-Station, genannt „Phoenix“. Sie ist für etwa 60 jährliche Einsätze von schweren Transportflugzeugen auf Rädern ausgelegt. Die verdichtete Schneepiste wurde für den Betrieb einer Boeing C-17 mit einem Gewicht von mehr als 230.000 kg konzipiert und gebaut. Dies erforderte technische Kenntnisse über die Eigenschaften von mechanisch gehärtetem Schnee.[18]
- Winterreifen - Winterreifen erfüllen drei Funktionen: Verdichtung, Scherhaftung und Lagerung. Auf der Straße verdichten sie den Schnee vor ihnen und sorgen für eine Scherverbindung zwischen den Laufflächen und dem verdichteten Schnee. Im Gelände sorgen sie auch für die Auflage auf dem verdichteten Schnee. Der Auflagekontakt muss so gering sein, dass die Reifen nicht zu tief einsinken und das Vorankommen durch die Verdichtung des Schnees vor ihnen behindert wird.[19] Das Profildesign ist entscheidend für Winterreifen auf der Straße und stellt einen Kompromiss zwischen der Traktion auf Schnee und dem Komfort und dem Handling auf trockener und nasser Straße dar.
- Schneegleiter - Die Fähigkeit eines Skis oder einer anderen Kufe, über den Schnee zu gleiten, hängt sowohl von den Eigenschaften des Schnees als auch des Skis ab, um eine optimale Menge an Schmierung durch das Schmelzen des Schnees durch Reibung mit dem Ski zu erreichen - zu wenig und der Ski interagiert mit festen Schneekristallen, zu viel und die Kapillarwirkung des Schmelzwassers bremst den Ski. Bevor ein Ski gleiten kann, muss er den Höchstwert der Haftreibung überwinden, {\displaystyle F_{max}=\mu _{\mathrm {s} }F_{n}\,}für den Kontakt zwischen Ski und Schnee, wobei {\displaystyle \mu _{\mathrm {s} }} der Haftreibungskoeffizient ist und {\displaystyle F_{n}\,} die Normalkraft des Skis auf dem Schnee ist. Die kinetische (oder dynamische) Reibung tritt auf, wenn sich der Ski über den Schnee bewegt.[20]